# Arroyo Hobbs
El arroyo Hobbs es un río estacional de agua de deshielo en la costa Scott. Está situado en la Tierra Victoria en la Antártida Oriental y fluye desde el final del glaciar Hobbs hasta la bahía Salmon.
El río se menciona, pero aún no por su nombre, en publicaciones sobre la expedición británica Terra Nova (1910-1913). Los científicos de una campaña de 1958 a 1959, que se hizo como parte de la Expedición Antártica del Servicio Geológico de Nueva Zelanda, lo nombraron así basándose en el nombre del glaciar Hobbs. Su homónimo es el glaciólogo estadounidense William Herbert Hobbs (1864-1953).